# Sulle ali dell'avventura
Sulle ali dell'avventura (Donne-moi des ailes) è un film del 2019 diretto da Nicolas Vanier.

## Trama
Christian è uno scienziato visionario specializzato in oche selvatiche.Thomas, suo figlio, è costretto a trascorrere le vacanze con suo padre, perché sua madre non può tenerlo. Per questo adolescente ossessionato dai videogiochi, questo soggiorno nella campagna promette di essere un vero incubo. Tuttavia, si avvicinerà a suo padre e aderirà al suo folle progetto: salvare un gruppo di oche nane, una specie in via di estinzione, guidandole col suo deltaplano per insegnare loro una nuova rotta migratoria meno pericolosa di quella che adottano normalmente. È l'inizio di un viaggio incredibile e pericoloso verso la Norvegia.

## Distribuzione
Il film è stato presentato al Festival du film francophone d'Angoulême il 25 agosto 2019 e distribuito nelle sale cinematografiche francesi dal 9 ottobre dello stesso anno, mentre in Italia dal 9 gennaio 2020.

## Opere derivate
Nicolas Vanier ha scritto un romanzo ed un fumetto derivati dal film.